# Zavijač borovih poganjkov
Zavijač borovih poganjkov (znanstveno ime Rhyacionia buoliana) je škodljivec iz družine listnih zavijačev.

## Opis
Zavijač borovih poganjkov je metulj, ki ima razpon kril od 18 do 24 mm. Ima rdečkasto oranžna zgornja krila s srebrnimi prečnimi progami, oranžno rumeno glavo in siv trebuh. Podnevi počiva na skorji borov, ponoči pa je aktiven. Živi okoli 7 dni. Najpogosteje napada rdeči in črni bor.
Gosenice so v prvi fazi bledo rumene barve, kasneje pa postanejo rdečkaste in imajo bleščečo, črno glavo. Odrasla gosenica je dolga do 20 mm. Na leto se pojavi le ena generacija gosenic, metulji pa rojijo junija. Med rojenjem samica izloča spolne feromone in z njimi privlači samce. Samica odloži jajčeca na terminalne ali stranske borove popke ali posamično v pazduhe iglic. V povprečju odloži 80 jajčec.
Embrionalni razvoj traja 10 do 14 dni. Ličinke se izležejo proti koncu julija in se takoj zavrtajo v popek, kjer prezimijo. Na ranjenem mestu se začne popek smoliti, smola pa zalije popek ter gosenico v njem. Razvoj gosenic se nadaljuje aprila, ko se gosenice zavrtajo v mlade poganjke. Ena gosenica lahko uniči več poganjkov. V poganjku se zabubi, iz bube pa se julija razvije metulj.

## Podvrste
- Rhyacionia buoliana
- Rhyacionia buoliana thurificana